# Ottensoos
Ottensoos – miejscowość i gmina w Niemczech, w kraju związkowym Bawaria, w rejencji Środkowa Frankonia, w regionie Industrieregion Mittelfranken, w powiecie Norymberga. Leży w Okręgu Metropolitarnym Norymbergi, około 18 km na wschód od Norymbergi i ok. 3 km od Lauf an der Pegnitz, nad rzeką Pegnitz, przy drodze B14 i linii kolejowej Norymberga – Schwandorf/Weiden in der Oberpfalz i Monachium – Berlin.

## Dzielnice
W skład gminy wchodzą dwie dzielnice: 
- Ottensoos
- Rüblanden